# Dipartimenti del Nicaragua

Dipartimenti del Nicaragua

I dipartimenti del Nicaragua (in spagnolo: departamentos) costituiscono la suddivisione territoriale di primo livello del Paese e sono pari a 15; ad essi sono equiordinate due regioni autonome. I dipartimenti e le regioni autonome comprendono a loro volta più comuni.
Nel 1986 la nuova costituzione riconobbe l'autonomia dell'allora dipartimento di Zelaya, che comprendeva la parte orientale del paese. Il dipartimento fu poi suddiviso in due regioni autonome, amministrate da un governatore e da un consiglio regionale.

## Lista
| Localizzazione | Bandiera | Dipartimento                                    | Capoluogo      | Popolazione (2005) | Superficie (km2) | Densità |
| -------------- | -------- | ----------------------------------------------- | -------------- | ------------------ | ---------------- | ------- |
|                |          | Boaco                                           | Boaco          | 150 636            | 4 177            | 36      |
|                |          | Carazo                                          | Jinotepe       | 166 073            | 1 081            | 154     |
|                |          | Chinandega                                      | Chinandega     | 378 970            | 4 822            | 79      |
|                |          | Chontales                                       | Juigalpa       | 153 932            | 6 481            | 24      |
|                |          | Estelí                                          | Estelí         | 201 548            | 2 230            | 90      |
|                |          | Granada                                         | Granada        | 168 186            | 1 040            | 162     |
|                |          | Jinotega                                        | Jinotega       | 331 335            | 9 222            | 36      |
|                |          | León                                            | León           | 355 779            | 5 138            | 69      |
|                |          | Madriz                                          | Somoto         | 132 459            | 1 708            | 78      |
|                |          | Managua                                         | Managua        | 1 262 978          | 3 465            | 365     |
|                |          | Masaya                                          | Masaya         | 289 988            | 611              | 475     |
|                |          | Matagalpa                                       | Matagalpa      | 469 172            | 6 804            | 69      |
|                |          | Nueva Segovia                                   | Ocotal         | 208 523            | 3 491            | 60      |
|                |          | Rivas                                           | Rivas          | 156 283            | 2 162            | 72      |
|                |          | Río San Juan                                    | San Carlos     | 95 596             | 7 541            | 13      |
|                |          | Costa caraibica settentrionale Regione autonoma | Puerto Cabezas | 314 130            | 33 106           | 10      |
|                |          | Costa caraibica meridionale Regione autonoma    | Bluefields     | 306 510            | 27 260           | 11      |